# Kang Jin-wook
Kang Jin-wook, né le 13 février 1986 à Séoul en Corée du Sud, est un footballeur sud-coréen. Son poste de prédilection est milieu de terrain ou défenseur latéral.

## Biographie
Repéré par les dirigeants du FC Metz à l'occasion d'un test avec les meilleurs jeunes joueurs de football coréens, il arrive en Lorraine en 2002 avec son compatriote Ou Kyoung-jun. Les deux joueurs participent à la Coupe du monde des moins de 17 ans de 2003 avec l'équipe de Corée du Sud. En 2004-2005, il est sélectionné à neuf reprises en équipe de Corée du Sud des moins de 20 ans.
Habitué à jouer avec la réserve du FC Metz, il participe à cinq matchs, dont quatre en Ligue 1, lors de la saison 2005-2006. Rendu à ses obligations militaires, il retourne deux ans en Corée du Sud, et joue en K-League sous les couleurs de Jeju United et Gwangju Sangmu. Il ne revient qu'en novembre 2008 en France, mais ne rejoue pas en équipe première.
En 2009, il repart finalement dans son pays, au Ulsan Hyundai, où il dispute en quatre saisons 54 matchs de championnat. Son club remporte la Ligue des champions de l'AFC 2012 mais il n'en dispute pas la finale. En 2013, il signe au Seongnam Ilhwa Chunma.

## Carrière
- 2002-2008 : FC Metz ( France)
- 2006 : Jeju United ( Corée du Sud) (prêt)
- 2007-2008 : Gwangju Sangmu ( Corée du Sud) (prêt)
- 2009-2012 : Ulsan Hyundai ( Corée du Sud)
- 2013- : Seongnam FC ( Corée du Sud)